# Der letzte Sündenfall
Der letzte Sündenfall ist ein britisches Filmmelodram aus dem Jahre 1945 von Sidney Gilliat mit Rex Harrison und Lilli Palmer in den Hauptrollen.

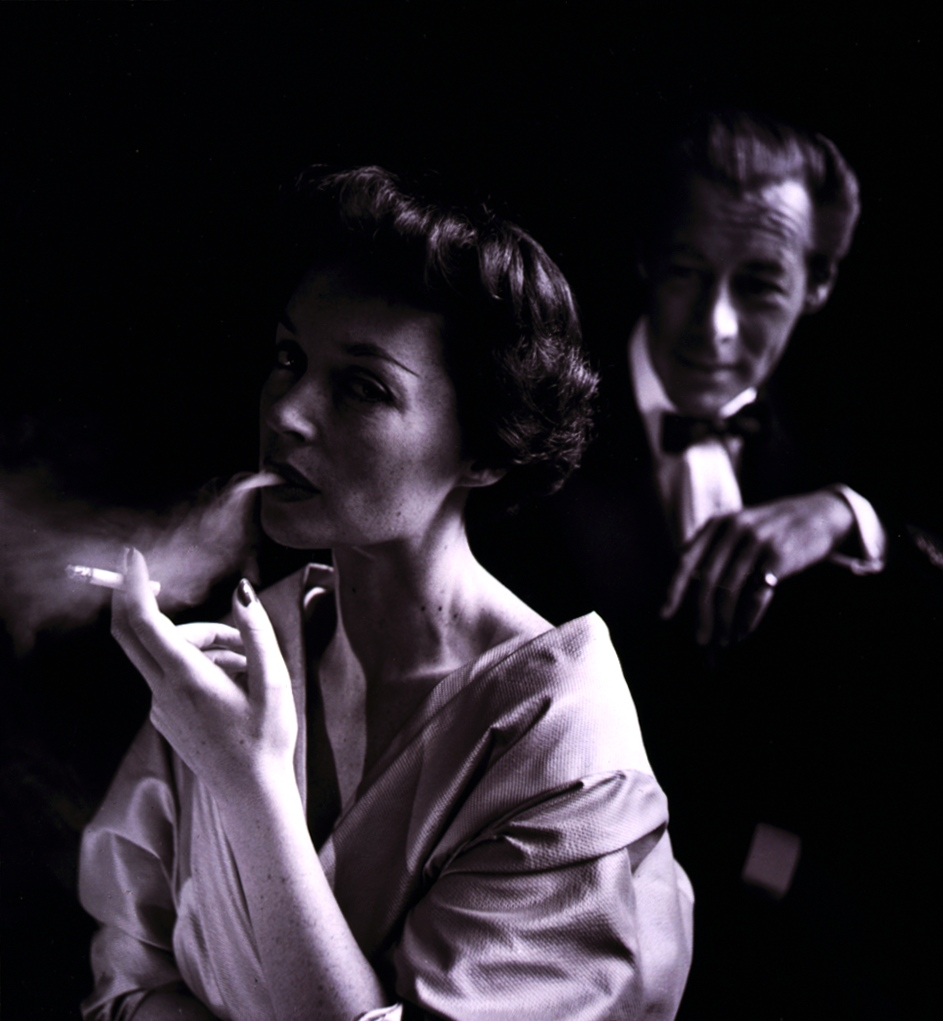
Sind hier, wie damals im richtigen Leben, ein Ehepaar: Lilli Palmer und Rex Harrison

## Handlung
Zweiter Weltkrieg. Zwei britische Panzerfahrzeuge geraten plötzlich in schweres feindliches Feuer. Eines von ihnen wird schwer beschädigt. Das andere setzt seine Fahrt fort und kommt bis zu einer unbeschädigten Brücke. Der Befehl lautet, kurz vor der Brücke anzuhalten. Doch der Panzerkommandant beschließt, dass die Situation sicher genug ist, diese Brücke zu überqueren. Der Schein trog. Kurz darauf ist in einer Zeitung zu lesen, dass der einstige Lebemann Vivian Kenway seit seinem letzten Einsatz an der Front vermisst wird.
Rückblende. Der junge Vivian Kenway aus besten Oberschichtskreisen besucht Eton, das Nobelcollege der britischen Elite. Der Junge wächst bald zu einem gutaussehenden Bonvivant und Lebemann heran, dem angesichts seiner Herkunft, eine blendende Zukunft bevorzustehen scheint. Doch Vivian zeigt auch all die Negativseiten versnobter Upper-Class-Jünglinge, die es im Leben stets leicht gehabt haben: Ihm ermangelt es in vielerlei Hinsicht am nötigen Ernst, und er verbringt seine Zeit lieber mit Schabernack und Partys, Champagner und Frauen. Bald treibt er es derart toll, dass Vivian von der renommierten Universität in Oxford, wo er seit 1931 studiert hat, ausgeschlossen wird. Als er zum elterlichen Haus heimkehrt, hat Vivians Vater. Colonel Kenway, soeben seinen Sitz für die Tories im britischen Unterhaus wiedererlangt. Der Colonel will, dass sein zu verludern drohender Filius endlich einmal den Ernst des Lebens begreift und entsendet Vivian daher nach Südamerika, wo er sich auf einer Kaffeeplantage bewähren soll. Vivian freundet sich vor Ort mit dem Wissenschaftler Bromhead an, der eine Methode entwickelt hat, die Produktion ohne zusätzliche Kosten zu steigern. Aber beider Chef ist daran nicht interessiert, da er den Preis für Kaffee hoch hält, indem er die Produktion drosselt und jeden Überschuss vernichtet. Bromhead wird gefeuert, und Vivian verlässt kurz darauf die Plantage, in der Erkenntnis, dass das Kaffeegeschäft nichts für ihn ist.
Kenway kehrt nach London zurück, um mit seinem Vater, seiner Tante und seinem Onkel über seine Zukunft zu sprechen. Er gibt zu, dass er nicht weiß, was er tun will. Aber dennoch weigert er sich, in einen Beruf gedrängt zu werden, den man für ihn auswählt. Seine Tante droht mit der Kürzung der finanziellen Unterstützung, doch Vivian kann noch immer noch Geld aus dem Nachlass seines Onkels George entnehmen. Infolgedessen lebt er das Leben in vollen Zügen, ein leichtlebiger Playboy ohne wirkliches Lebensziel. Bald hat er sich den Ruf eines Schwerenöters erarbeitet. Selbst vor seinem besten Freund Sandy macht Vivian nicht halt, denn nach einem gemeinsamen Abendessen verführt Vivian dessen Frau Jill, einst seine alte Flamme. Sie gibt unumwunden zu, dass sie Sandy nur seines Geldes wegen geheiratet hatte. Sandy kommt hinter diese Affäre und lässt sich von Jill scheiden. Als er auf in einem Kaufhaus auf Vivian trifft kommt es zwischen den beiden Kontrahenten zu einer heftigen Auseinandersetzung. Wenig später begraben die zwei Kampfhähne in einer Kneipe das Kriegsbeil wieder. Sandy sagt, dass er Jill wahrscheinlich zurücknehmen wird, während Vivian plant, fortan sein Glück im Motorsport zu suchen. Seine neue Karriere verläuft zunächst vielversprechend, doch der Große Preis von Österreich wird wegen des Hitler-Mussolini-Pakts abgesagt, und in Wien geht ihm schließlich das Geld aus. Unter dem Verdacht, seine Rechnungen nicht mehr bezahlen zu können, hindert ihn der Hotelmanager daran, das Haus zu verlassen, solange nicht geklärt ist, ob seine Schecks gedeckt sind.
Moralisch ganz unten angelangt, lernt Vivian in Österreich die junge Rikki Krausner kennen, die sich heftig in ihn verliebt hat, wie sie beteuert. Rikki spielt, Vivian nicht ganz unähnlich, nicht mit offenen Karten. De facto ist sie eine reiche jüdische Erbin, die dringend nach einem vorzeigbaren ausländischen Ehemann sucht, der sie aus Österreich herausholt, da Hitler bereits ante portas steht und der Antisemitismus auch in Österreich Einzug gehalten hat. Wenn Vivian sie heiraten sollte, so verspricht Rikki, werde ihr Vater all seine ausstehenden Schulden bezahlen. Nach einigem Zögern nimmt Vivian das Angebot an. Das Paar geht nach London, um dort die Ehe zu vollziehen. Hier muss Rikki feststellen, dass Vivian sie belogen hat, als er behauptete, dass seine Schulden dreimal so hoch wären, als sie tatsächlich waren. Das überschüssige Geld hat Kenway vollkommen unsinnig investiert. Vivian ebenso schockiert, als er erfährt, dass der Vater seiner Gattin kein Geld mehr besitzt. Rikki verkauft ihren Ehering, um Rechnungen zu bezahlen. Ihr Ehemann ist beschämt angesichts Rikkis Altruismus und entschuldigt sich bei ihr. Das Paar besucht Colonel Kenway in Cornwall, wo Vivian eine Affäre mit Jennifer Calthrop beginnt. Als Rikki dies herausfindet, versucht sie sich zu ertränken, wird aber gerettet. Von Reue geplagt, beginnt Vivian zu trinken. Es kommt zu einem schweren Autounfall, bei dem durch Vivians Schuld sein Vater stirbt. Rikki sieht keine Hoffnung mehr, ihren Mann noch ändern zu können und lässt sich von ihm scheiden. Vivian verkauft alles, was ihm noch an Besitz verblieben ist und versucht sich als Staubsaugerverkäufer durchzuschlagen, mit einem Nebenjob als Tanzsaal-Gigolo. Als Vivian erkennt, dass er Teil einer aussterbenden Gattung Mensch ist, gelobt er, zukünftig etwas aus seinem Leben zu machen, und er schließt sich der Armee an. Nach einer beachtlichen Karriere stirbt der Offizier im Einsatz und wird als Kriegsheld gefeiert. Der Ruf des einstigen Tunichtguts ist damit wieder hergestellt.

## Produktionsnotizen
Der letzte Sündenfall feierte am 6. Dezember 1945 seine Premiere in London. Massenstart war Silvester desselben Jahres. Die deutsche Erstaufführung fand am 8. Januar 1952 statt. Der Film wurde im deutschen Fernsehen erstmals am 11. September 1965 in der ARD unter dem Titel "So lebte Mr. Kenway jr." ausgestrahlt.
David Rawnsley und Norman G. Arnold gestalteten die Filmbauten, assistiert von Don Chaffey. Jack Asher diente Chefkameramann Wilkie Cooper als einfacher Kameramann. Muir Mathieson dirigierte das National Symphony Orchestra.

## Synchronisation
Es existieren zwei deutsche Synchronfassungen. Die erste entstand bei der Rank Film Synchronproduktion, Hamburg. Erwin Bootz schrieb das Dialogbuch und Edgar Flatau führte Regie. Die zweite entstand ebenfalls in Hamburg, bei der Studio Hamburg Synchron. Peter Höhne schrieb hier das Dialogbuch, während Hans Harloff Regie führte.
| Rolle             | Darsteller        | Synchronsprecher (1952) | Synchronsprecher (1965) |
| ----------------- | ----------------- | ----------------------- | ----------------------- |
| Vivian Kenway     | Rex Harrison      | Ernst von Klipstein     | Sebastian Fischer       |
| Rikki Krausner    | Lilli Palmer      | Eva Maria Bauer         | Renate Küster           |
| Colonel Kenway    | Godfrey Tearle    | Heinz Suchantke         | Erwin Linder            |
| Sandy Duncan      | Griffith Jones    | Erwin Linder            | Christian Wolff         |
| Jennifer Calthrop | Margaret Johnston | Ingeborg Christiansen   | Irene Marhold           |
| Fogroy            | Guy Middleton     | Udo Langhoff            | Werner Bruhns           |
| Jill Duncan       | Jean Kent         | Louise Dorsay           | Marion Degler           |
| Lady Parks        | Marie Lohr        | Maria Martinsen         | ?                       |
| Sir John Brockley | David Horne       | ?                       | Heinz Klevenow          |
| Edwards           | Alan Wheatley     | ?                       | Günther Jerschke        |
| Bromhead          | Brefni O’Rorke    | ?                       | Hans Paetsch            |
| Burgess           | John Salew        | ?                       | Wolfgang Engels         |

## Kritiken
Variety lobte die beiden Hauptdarsteller Harrison und Palmer und meinte, „superb, wie diese beiden Darsteller sind, ihre individuellen Darstellerleistungen gleichen mit vielen der anderen in dieser großen Besetzung. Das Drehbuch, schwungvoll im Dialog, ist so gut wie viele, die Hollywood herausgebracht hat“.
Bosley Crowther nannte in der New York Times den Streifen „eine seltsam trügerische Angelegenheit“ und fand, er komme daher „wie eine Comedy-Romanze, wechselt aber die ganze Zeit hindurch immer wieder in brutaler Abruptheit zur schärfsten Ironie“. Daher, so die Kritik, herrsche „eine merkwürdige Ungleichmäßigkeit von Gewichtung und Stimmung vor.“
Das Lexikon des Internationalen Films urteilt: „Ironische Komödie, die trotz witziger Details und charmanter Darsteller zu breit angelegt ist, um durchweg zu amüsieren.“
Der Movie & Video Guide fand, dass das hier gezeigte „Leben eines Playboys mit Witz und Stil“ erzählt worden sei.
Halliwell’s Film Guide konstatierte: „Allgemein gute Produktion, witziges Drehbuch“.